# أزمة الحكومة الألمانية 2024
أزمة الحكومة الألمانية لعام 2024 هي أزمة سياسية مستمرة في ألمانيا. وفي 6 نوفمبر 2024، أعلن المستشار الحالي أولاف شولتس عن إقالة وزير المالية وزعيم الحزب الديمقراطي الحر، كريستيان ليندنر، من منصبه في الحكومة. وتم تنفيذ الإقالة رسميًا من قبل رئيس ألمانيا، فرانك فالتر شتاينماير، في 7 نوفمبر 2024. حيثُ جاءت هذه الخطوة بعد تصاعد الخلافات حول السياسات الاقتصادية للبلاد والتوترات المستمرة داخل الائتلاف الحاكم المكون من ثلاثة أحزاب.
وبذلك، انتقل الحزب الديمقراطي الحر (FDP) فعليًا إلى صفوف المعارضة، مما جعل الائتلاف الحالي حكومة أقلية تتألف من حزبين فقط.
نتيجة لذلك، أصبح من الممكن إجراء انتخابات اتحادية مبكرة، حيث أعلن شولتز عن نيته طلب تصويت بالثقة في 15 يناير 2025. ومع ذلك، تطالب المعارضة بإجراء تصويت فوري بالثقة وتنظيم انتخابات مبكرة في أقرب وقت ممكن.

## خلفية الأزمة
أسفرت الانتخابات الفيدرالية الألمانية لعام 2021 عن فوز الحزب الديمقراطي الاجتماعي (SPD) بأكبر عدد من الأصوات في البوندستاغ بنسبة 25.71٪ (206 مقاعد من أصل 736). ونجح الحزب في تشكيل ائتلاف حاكم مع حزب الخضر (118 مقعدًا) والحزب الديمقراطي الحر (FDP) (91 مقعدًا)، وتولى زعيم الحزب أولاف شولتز منصب المستشار الفيدرالي. وتم تعيين حكومة شولتز في ديسمبر 2021، مما جعلها أول حكومة ائتلافية تُعرف بائتلاف "إشارة المرور" (Ampelkoalition) نسبةً لألوان الأحزاب الثلاثة: الأحمر (SPD)، الأصفر (FDP)، والأخضر (الخضر).
نظرًا لاختلافات الأيديولوجيات بين الحزب الديمقراطي الاجتماعي (SPD) وحزب الخضر (اليساري) والحزب الديمقراطي الحر (FDP) (الليبرالي اقتصاديًا)، واجهت الحكومة الجديدة تحديات منذ البداية. حيثُ ظهر ذلك في الخلافات حول مجالات مثل تخطيط الميزانية، وحماية البيئة، والخدمات الاجتماعية، مما أدى إلى تعثرات. علاوة على ذلك، دخلت البلاد في أزمة اقتصادية تحت قيادة الائتلاف، مما أدى إلى انخفاض في معدلات التأييد.
في نوفمبر 2023، حكمت المحكمة الدستورية الفيدرالية في ألمانيا (Bundesverfassungsgericht) بعدم دستورية أجزاء من سياسة الميزانية الحكومية. كانت الحكومة قد أعادت تخصيص أموال الديون غير المنفقة، التي كانت مخصصة لمواجهة جائحة كوفيد-19، إلى ميزانية العمل المناخي. أدى هذا الحكم إلى عجز في الميزانية قدره 60 مليار يورو. كما تسببت إعادة تخصيص الأموال المخططة مسبقًا في احتجاجات مزارعي ألمانيا لعامي 2023-2024، مما قلل من التأييد العام للحكومة.
في أكتوبر 2024، اقترح روبرت هابيك، وزير الاقتصاد والعمل المناخي عن حزب الخضر، إنشاء صندوق ممول بالديون لتعزيز استثمار الشركات لسد فجوة الميزانية الحكومية. وكان هذا الاقتراح يتعارض مع قاعدة الديون الألمانية التي تحد من العجز الهيكلي السنوي إلى 0.35% من الناتج المحلي. وفي 1 نوفمبر 2024، قدم كريستيان ليندنر ورقة سياسة من 18 صفحة، داعيًا إلى وقف التنظيمات الجديدة، وتقديم تخفيضات ضريبية، وتقليص الإنفاق العام، بما في ذلك الإجراءات ضد تغير المناخ، لحل الأزمة الاقتصادية.
ورقة ليندنر وُصفت من قبل حزب الخضر والحزب الديمقراطي الاجتماعي (SPD) بأنها "استفزاز"، حيث اعتبروا مواقفه غير متوافقة مع اتفاق الائتلاف. هذا أدى إلى عقد محادثات أزمة في مكتب المستشار حول استمرار وجود الائتلاف، وهو ما تكبد في اجتماع ممثلي الائتلاف، بما في ذلك شولتز وهابك وليندنر، في 6 نوفمبر 2024.

## إقالة ليندنر
في ليلة 6 نوفمبر، وبعد محادثات مع ليندنر وهابك، أعلن شولتز أنه سيطلب من فرانك-فالتر شتاينماير، رئيس ألمانيا، إقالة ليندنر من منصب وزير المالية. وفقًا للدستور الألماني، فقط الرئيس يمكنه إقالة الوزراء الفيدراليين من مناصبهم، وعادة ما يتم ذلك بناءً على طلب من المستشار.
في بيانه، قال شولتز إنه اضطر لاتخاذ هذه الخطوة لحماية البلاد والحفاظ على قدرة الحكومة على العمل. وأوضح أنه قد عرض على ليندنر في وقت سابق من نفس اليوم كيفية سد الفجوة في الميزانية، إلا أن ليندنر لم يقبله. وأعلن شولتز عن نيته طلب تصويت بالثقة في حكومته في 15 يناير 2025، مما قد يمهد لإجراء انتخابات اتحادية مبكرة. إذا لم يحصل على ثقة غالبية البوندستاغ في التصويت، يمكنه طلب من الرئيس حل البوندستاغ، الذي سيكون أمامه 21 يومًا للنظر في الطلب. إذا وافق، ستُجرى انتخابات مبكرة خلال 60 يومًا من تاريخ الحل.
في 7 نوفمبر، أقال الرئيس شتاينماير رسميًا كريستيان ليندنر وأدى يورغ كوكيس (من SPD) اليمين ليحل محله بناءً على طلب شولتز. إلا أن تعيين كوكيس، الذي كان سابقًا مصرفيًا استثماريًا في جولدمان ساكس، قوبل بانتقادات من بعض السياسيين، بما في ذلك أعضاء من الحزب الديمقراطي الاجتماعي (SPD) وكذلك سهرا واغنكينخت، زعيمة تحالف BSW اليساري الشعبوي.
ردًا على إقالة ليندنر، استقال وزيرا الحزب الديمقراطي الحر (FDP) ماركو بوشمان وبتينا ستارك-فاتزينغر. أعلن وزير النقل فولكر ويسينغ أنه سيترك الحزب ليظل في منصبه، مع توليه أيضًا منصب وزير العدل بشكل مزدوج. كما تولى جميل أوزدمير منصب وزير التعليم والبحث خلفًا لستارك-فاتزينغر. بهذا، انتقل الحزب الديمقراطي الحر إلى صفوف المعارضة، مما حول الائتلاف الحالي إلى حكومة أقلية مكونة من الحزب الديمقراطي الاجتماعي (SPD) وحزب الخضر.
وفي 8 نوفمبر، تعرض موقع وزير النقل فولكر ويسينغ لعملية اختراق معادية، حيث تم استبدال الصفحة الرئيسية بإعلانات الحزب الديمقراطي الحر (FDP).

## التطورات اللاحقة
دعت عدة أحزاب معارضة إلى إجراء تصويت بالثقة في نوفمبر 2024، وهو ما كان سيحدث قبل التاريخ الذي اقترحه أولاف شولتز في 15 يناير. دعم هذه المبادرة كل من الاتحاد الديمقراطي المسيحي (CDU)، الاتحاد الاجتماعي المسيحي (CSU)، حزب البديل من أجل ألمانيا (AfD) وتحالف سهرا واغنكينخت (BSW). أظهر استطلاع للرأي أن 65% من المستطلعين يفضلون إجراء الانتخابات فورًا. ومع ذلك، أبدت هيئة الانتخابات الاتحادية مخاوف بشأن إمكانية تنظيم الانتخابات في يناير بسبب عطلة عيد الميلاد.